# Královské Prusko
Královské Prusko neboli Prusy královské (polsky Prusy Królewskie, německy Königlich-Preußen nebo Preußen Königlichen Anteils), též Polské Prusko, bylo mezi lety 1466–1569 území patřící Polskému království, resp. polskému králi, které bylo po vítězství ve válce s Řádem německých rytířů odtrženo od jejich řádového státu.

## Historie
Roku 1309 se území Řádu německých rytířů rozšířilo o Gdaňské Pomoří neboli severní, přímořskou část pozdějšího západního Pruska.
Roku 1410 dosáhlo Polsko významného vítězství nad pruskými řádovými vojsky v bitvě u Grunwaldu. Další porážka čekala slábnoucí řád v třináctileté válce s pruskými městy a Polskem (1454–66). Poté byl uzavřen tzv. druhý toruňský mír, podle jehož ustanovení Polsku připadly tzv. Prusy královské (v podstatě pozdější Západní Prusko), s Marienburgem (Malborkem), který byl dosud sídelním městem velmistra řádu, Gdaňskem, Toruní a Elblagem.
Po smrti Augusta III. začalo docházet v Polsku k boji o moc, který vnitřně oslaboval polsko-litevský stát a nahrával mocenským zájmům jeho sousedů. Novým polským králem se stal nakonec za asistence ruských expedičních vojsk Stanisław August Poniatowski (1764–95), jemuž se pro odpor polské šlechty nepodařilo posílit a zmodernizovat stát. Roku 1772 nakonec došlo k prvnímu dělení Polska, v jehož rámci pruský král Fridrich II. Veliký obsadil a anektoval Královské Prusy (s výjimkou Gdaňska a Toruně). Po tomto aktu se král přestal titulovat „král v Prusku“ a začal používat titulu „pruský král“.